# Czesław Jędrzejek
Czesław Jędrzejek (ur. 27 czerwca 1946 w Krakowie) – polski szachista i naukowiec.

## Życiorys
W młodości osiągnął bardzo dobre rezultaty w szachach, czterokrotnie z rzędu (w latach 1961–1964) zdobywając tytuły mistrza Polski juniorów. Na przełomie 1965 i 1966 wystąpił w Groningen na mistrzostwach Europy juniorów, również w 1966 pokonał w symultanie byłego mistrza świata Michaiła Tala. W 1969 wystąpił po pierwszy i ostatni w finale mistrzostw Polski seniorów, zajmując w Lublinie VIII miejsce. Posiada tytuł mistrza krajowego, który otrzymał w tym samym roku.
Na początku lat 70. zakończył karierę szachową i poświęcił się pracy naukowej. Ukończył fizykę jądrową na Akademii Górniczo-Hutniczej w Krakowie, posiada tytuł profesora doktora habilitowanego. Aktualnie pracuje w Instytucie Informatyki Politechniki Poznańskiej.